# Samibhanjyang
Samibhanjyang (en népalais : समीभञ्ज्याङ) est un comité de développement villageois du Népal situé dans le district de Lamjung. Au recensement de 2011, il comptait 1 517 habitants.